# Ouled Ben Abdelkader
Ouled Ben Abdelkader è un comune dell'Algeria, situato nella provincia di Chlef.